# Kristián Kolčák
Kristián Kolčák (sinh 30 tháng 1 năm 1990) là một hậu vệ bóng đá Slovakia hiện tại thi đấu cho Szombathelyi Haladás.

## Sự nghiệp

### Câu lạc bộ
Ngày 18 tháng 7 năm 2007, Kolčák ra mắt tại Corgoň Liga trong chiến thắng 4–1 trên sân nhà trước Dubnica lúc 17 tuổi.
Ngày 15 tháng 7 năm 2017, Kolčák ký hợp đồng với đội bóng Giải bóng đá ngoại hạng Kazakhstan FC Aktobe.